# L'Arrestation du Christ (Jordaens)
Pour les articles homonymes, voir L'Arrestation du Christ.
L'Arrestation du Christ est un tableau réalisé par le peintre flamand Jacob Jordaens, sans doute dans les années 1650. D'un format vertical presque carré, cette huile sur toile est une peinture chrétienne qui représente l'arrestation de Jésus. Éclairé par une lanterne et une torche que tiennent deux des soldats romains formant un amoncellement de corps à la renverse à partir de l'angle inférieur gauche de la composition, le Christ y apparaît en pied, vêtu de rouge, près de son bord droit. Achetée en 1994, l'œuvre est conservée au musée des Beaux-Arts de Valenciennes, à Valenciennes, dans le Nord, en France.